# Daan van der Vat
Daniel Gerhard (Daan) van der Vat (Groningen, 15 augustus 1909 – Leidschendam, 5 augustus 1977) was een Nederlands dichter, schrijver en journalist.
Van der Vat studeerde Engelse taal en letterkunde in Groningen, Kopenhagen en Londen. Hij promoveerde in 1936 op een proefschrift over The fabulous opera; A study of the continuity in French and English poetry of the 19th century. Daarna werkte hij enkele jaren als leraar Engels op middelbare scholen en als privaatdocent in de Engelse letterkunde aan de universiteit van Leiden. Van 1945 tot 1967 was hij  correspondent voor De Tijd in Londen. Zijn reportages, impressies en beschouwingen in dat dagblad verschenen onder zijn eigen naam (Daan van der Vat). Tegelijkertijd publiceerde hij als Daan Zonderland gedichten - light verse met duidelijke invloeden van Christian Morgenstern, Lewis Caroll en Edward Lear - in Elseviers Weekblad. 
Onder datzelfde pseudoniem schreef hij een reeks inventieve kinderboeken: vier over de jongen Jeroen, geïllustreerd door Piet Worm, drie kleine prentenboekjes over de sterke Lachebek, eveneens geïllustreerd door Piet Worm, plus het door Karl Carvalho geïllustreerde Knikkertje Lik over de avonturen van de jonge wees Judocus en Michiel de kater. In de jaren vijftig en zestig schreef hij nog vier jeugdboeken over de vindingrijke professor Zegellak, zijn vrouw Zieltje en hun onafscheidelijke klokkenkoekoek. Deze verschenen in de Prisma-junior-reeks en werden geïllustreerd door Carol Voges. Ook de boeken over Jeroen werden later als Prisma Juniores uitgegeven met illustraties van Voges.
Kort na het uitbreken van de Tweede Wereldoorlog werd Van der Vat lid van het op Italië gerichte fascistische Nationaal Front, voorheen Zwart Front, dat openlijk antisemitisch was. In zijn persoonlijk leven liep het met dat antisemitisme niet zo'n vaart. Zo stond hij als leraar Engels aan het Alkmaarse Murmellius Gymnasium op goede voet met zijn Joodse vakgenoot Jules van Amerongen, net als hijzelf een groot kenner van de Angelsaksische literatuur. Toen alle Joodse leraren op last van de bezetter werden ontslagen, nam Van der Vat de lesuren van zijn ontslagen collega erbij. Mogelijk vooral om de school uit de brand te helpen: zijn dubbele leraarsaanstelling (hij was ook docent aan het Petrus Canisius Lyceum) moet hem al een flinke onderwijslast hebben opgeleverd.
In april 1941 zegde Van der Vat zijn lidmaatschap van Nationaal Front op, omdat hij meende dat het programma bij de sleutelfiguren van die partij in slechte handen was. Zijn tijdelijke verbintenis met Frontvoorman Arnold Meijer en de zijnen vormde waarschijnlijk de reden dat de gemeenteraad van Amsterdam hem in 1954 weigerde te benoemen tot hoogleraar Engelse letterkunde. In zijn plaats werd de nummer 2 op de voordracht Willem van Maanen benoemd.
De in het Engels publicerende historicus Dan van der Vat (eigenlijk Jeroen van der Vat) was het enige kind van Van der Vat en zijn vrouw Kathleen.